# سد سردار
سد سردار یا سد گل سردار مربوط به دوره قاجار بوده و در جاده بوکان به میاندوآب، روستای اوچ‌تپه واقع شده و این اثر در تاریخ ۱۹ مهر ۱۳۷۸ با شمارهٔ ثبت ۲۴۶۲ به‌عنوان یکی از آثار ملی ایران به ثبت رسیده‌است.
سد سردار در ۴ کیلومتری روستای اوچ‌تپه بوکان قرار دارد و حدوداً از روستای کل‌تپه قورمیش ۱۵۰ متر فاصله دارد. اهالی بوکان، این بنا را از آثار عزیزخان مکری سردار کل در بوکان می‌دانند.
سد گل سردار در روستای قرمیش شهرستان بوکان و منتهی‌الیه جلگهٔ وسیعی قرار دارد که کوهستان عظیم قراول در حد شرقی آن واقع شده‌است.
بنای این سد به دوره ساسانی برمیگردد، سدگل سردار بوکان در معبری به پهنای ۱۸۰ تا ۲۰۰ متر در پایین و ۳۰۰ متر در بالا زده شده و دیوارهٔ آن توسط ۶ پایهٔ مدور بزرگ که به فاصله ۳۰ متری یکدیگر قرار دارد پشتیبانی می‌شود.
ارتفاع این سد در قسمت شمال غربی و بین ۱۰ تا ۱۵ متر است و دهانه و آبریز سد نیز در قسمت غربی همین بخش قرار دارد که بر روی لایه سنگی کوه واقع است.
دریاچه پشت سد به وسعت ۵ کیلومتر در جبههٔ شمالی و بین ۱۰ تا ۱۵ کیلومتر در جبههٔ شرقی-غربی بوده‌است. آب این به مصرف آبیاری و زراعت زمین‌های حاشیهٔ شمالی و شرقی جاده بوکان-میاندوآب زراعت استفاده می‌کنند.